# Wolnica (Lubomino)
Wolnica (deutsch Freimarkt) ist ein Dorf in der polnischen Woiwodschaft Ermland-Masuren. Es gehört zur Landgemeinde Lubomino (Arnsdorf) im Powiat Lidzbarski (Kreis Heilsberg).

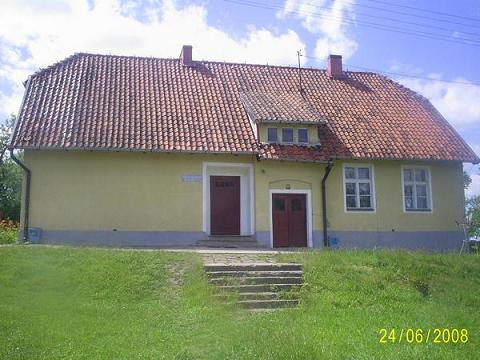
Schulgebäude in Wolnica

## Geographische Lage
Wolnica liegt im Nordwesten der Woiwodschaft Ermland-Masuren, 17 Kilometer westlich der Kreisstadt Lidzbark Warmiński (Heilsberg).

## Geschichte
Das seinerzeitige Freumarkt, nach 1785 Freymarkt und nach 1871 Freimarkt genannte Dorf wurde 1353 auf einem Gebiet von etwa 17 Hektar gegründet. Der Krieg von 1414 sowie der Dreizehnjährige Krieg von 1454 bis 1466 machten vor Freimarkt nicht Halt. Am 10. Januar 1722 vergrößerte sich das Gebiet von Freimarkt, als Bischof Theodor Andreas Potocki ihm einen großen Teich von etwa zwei Hektar vermachte.
Um 1800 lehrte an der bereits lange vorher gegründeten Schule in Freimarkt ein Lehrer zwei Klassen. 1820 gab es eine Mälzerei. 1842 errichtete man hier eine Kapelle, etwa 1862 eine Windmühle nach niederländischem Vorbild. Später kam noch ein Sägewerk dazu.
Als 1874 der Amtsbezirk Benern (polnisch Bieniewo) im ostpreußischen Kreis Heilsberg entstand, gehörte Freimarkt von Anfang an bis 1945 dazu.
Im Jahre 1905 wurde Freimarkt eine Bahnstation an der damals noch im Ausbau begriffenen Bahnstrecke Schlobitten–Bischdorf. Die Zahl der Einwohner Freimarkts belief sich im Jahre 1910 auf 766.
1926 wurde das Dorf elektrifiziert. Die meisten Gebäude erhielten Stromanschluss, auch gab es eine teilweise Straßenbeleuchtung.
Die Zahl der Einwohner belief sich 1933 auf 755 und 1939 auf 718.
Mit der Abtretung des gesamten südlichen Ostpreußen in Kriegsfolge kam Freimarkt 1945 zu Polen. Das Dorf erhielt die polnische Namensform „Wolnica“ und ist heute eine Ortschaft im Verbund der Gmina Lubomino (Landgemeinde Arnsdorf) im Powiat Lidzbarski (Kreis Heilsberg), von 1975 bis 1998 der Woiwodschaft Olsztyn, seither der Woiwodschaft Ermland-Masuren zugehörig. Im Jahre 2021 zählte das Dorf 206 Einwohner.

## Religion

### Römisch-katholisch

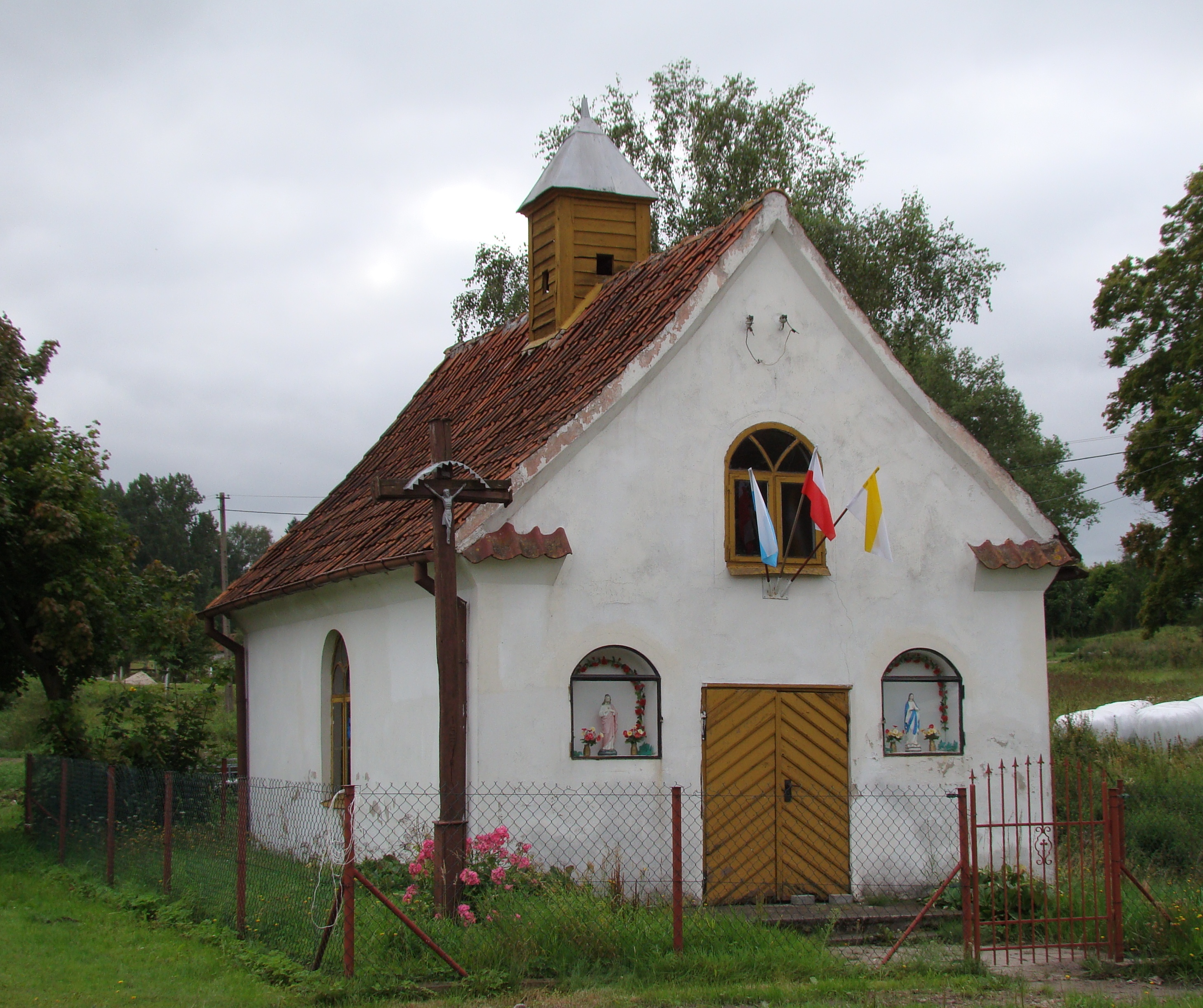
Die Kapelle von 1842 in Wolnica

Bereits vor 1353 soll es hier eine Kirche gegeben haben. Sie war der Pfarrei in Benern (polnisch Bieniewo) zugeordnet. 1581 wurde sie hier nicht mehr erwähnt, aber noch einige Kirchenländereien als Pachtland vergeben. 1842 wurde die noch heute existierende Kapelle gebaut. Es handelt sich um ein rechteckiges Gebäude aus Ziegeln mit Putz sowie einem hölzernen Dachreiter. Im Innern steht ein kleiner barocker Altar aus dem 18. Jahrhundert.
Wolnica ist der römisch-katholischen Pfarrei in Bieniewo (Benern) im Dekanat Orneta (Wormditt) im Erzbistum Ermland zugeordnet.

### Evangelisch
Evangelischerseits war Freimarkt vor 1945 in die Pfarrkirche Wormditt  (polnisch Orneta) in der Kirchenprovinz Ostpreußen der Kirche der Altpreußischen Union eingegliedert. Wolnica ist jetzt der Diözese Masuren der Evangelisch-Augsburgischen Kirche in Polen zugehörig.

## Windmühle im Dorf

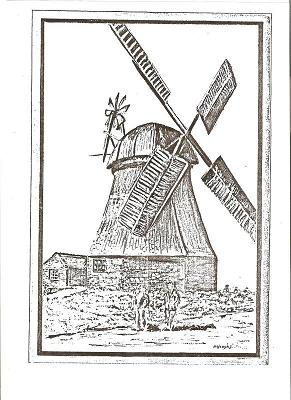
Windmühle in Wolnica

Nach niederländischem Vorbild wurde etwa 1862 in Freimarkt eine Windmühle gebaut. Als Erbauer gilt ein nicht näher benannter August Fill. In ihrer Konstruktion und in ihrem Aussehen fand die Mühle viel Bewunderung und zahlreiche Besucher. An windstillen Tagen trieb ein 25-PS starker Verbrennungsmotor die Maschinen an, später auch ein Elektromotor. Die Windmühle gewann in den Nachbardörfern viel Anerkennung und mehr noch Kunden. 1945 wurde sie und der zugehörige Hof bei einem Artilleriebeschuss durch die Rote Armee zerstört.

## Verkehr
Wolnica liegt an einer Nebenstraße, die Lubomino (Arnsdorf) an der DW 507 mit der Stadt Lidzbark Warmiński (Heilsberg) an der Landesstraße 51 verbindet. Über zwei weitere Nebenstraßen ist das Dorf gut mit den Nachbarorten vernetzt.
Von 1905 bis 1945 war Freimarkt (nominell polnisch 1945–1947 Wielkitarg, 1947–1954 Wolnica) eine Bahnstation an der deutschen Reichsbahnstrecke Schlobitten–Bischdorf (nominelle polnische Staatsbahnstrecke 221a Orneta–Sątopy-Samulewo). Sie wurde 1954 ganz aufgegeben und demontiert. Ein Bahnanschluss besteht heute nicht mehr.

## Persönlichkeit
- Lothar Schlegel (* 8. Juni 1941 in Freimarkt), deutscher römisch-katholischer Geistlicher, apostolischer Visitator und Domkapitular